# Erwin Zinger
Erwin Zinger (* 15. März 1899 in Stuttgart; † 20. Oktober 1982 ebenda) war ein deutscher Politiker (CDU).

## Leben
Nach dem Besuch der Volksschule absolvierte Zinger eine kaufmännische Lehre und arbeitete seit 1916 als kaufmännischer Angestellter in München und Mannheim. Er zog 1926 nach Ludwigsburg und ging dort ebenfalls einer kaufmännischen Tätigkeit nach, zuletzt als Prokurist. Von 1939 bis 1940 nahm er als Soldat am Zweiten Weltkrieg teil. Des Weiteren war er von 1953 bis 1957 Mitglied der Landessynode der Evangelischen Landeskirche in Württemberg.
Zinger trat 1946 in die CDU ein und war von 1956 bis 1963 Vorsitzender des CDU-Kreisverbandes Ludwigsburg. Darüber hinaus war er Gründer und Leiter des Ludwigsburger Hermann-Ehlers-Kreises. Von 1946 bis 1975 war er Mitglied des Gemeinderates der Stadt Ludwigsburg und dort lange Zeit stellvertretender Vorsitzender der CDU-Fraktion. Von 1966 bis 1971 war er Mitglied des Kreistages des Landkreises Ludwigsburg.
Bei der Landtagswahl 1964 wurde Zinger über ein Zweitmandat des Wahlkreises Ludwigsburg II als Abgeordneter in den Landtag von Baden-Württemberg gewählt, dem er bis 1968 angehörte.
Erwin Zinger war verheiratet und hatte fünf Kinder.

## Ehrungen
- 1969: Bürgermedaille der Stadt Ludwigsburg[1]
- 1970: Bundesverdienstkreuz 1. Klasse[1]